# Hans Pothorst
Hans Pothorst (c. 1440 - 1490) est un corsaire du Saint-Empire romain germanique (aujourd'hui en Allemagne), probablement originaire de Hildesheim, dans la principauté épiscopale de Hildesheim. Sa notoriété vient du fait que certaines recherches lui attribuent, ainsi qu’à Didrik Pining et d’autres, la découverte des Amériques dans les années 1470, environ 20 ans avant Christophe Colomb.

## Biographie
La vie de Pothorst est peu documentée mais semble être étroitement liée à celle de Didrik Pining, un autre corsaire probablement originaire de Hildesheim lui-aussi. Pothorst aurait servi sur le Bastian, un navire de guerre originaire de Hambourg, jusqu’au 1er juillet 1473.
Entre 1471 et 1473, alors au service de Christian Ier de Danemark, il participe en compagnie de Pining et du navigateur Johannes Scolvus (John Skolp), personnalité mal connue, à une expédition dans l’Atlantique nord vers le Groenland, au cours de laquelle il aurait peut-être atteint Terre-Neuve et le Labrador. Certains estiment qu’il s’agit de la même expédition que celle de João Vaz Corte-Real, qui aurait été montée conjointement par le Danemark et le Portugal.
Néanmoins, le voyage doit être reconstitué d’après des informations éparses et l'hypothèse que Pining et ses compagnons aient atteint l'Amérique vingt ans avant Colomb est controversée.
Hans-Friedrich Blunck (1888-1961), écrivain et responsable culturel du Troisième Reich particulièrement intéressé par les thèmes nordiques et hanséates dont les sagas, soutient cette hypothèse dans Die grosse Fahrt. Ce roman historique est consacré à cette aventure idéalisée de Pining qui, signe des temps, fait la part belle aux Allemands et à leurs auxiliaires scandinaves, précurseurs de Christophe Colomb.
Vers la fin du règne de Christian Ier, Pothorst et Pining sont réputés être « autant des marins compétents que des flibustiers uniques ».
Au Danemark, Pothorst se serait établi à Helsingør. On peut y voir son blason et son portrait, peut-être réalisés peu après sa mort, parmi huit fresques figurant sur le plafond de l’église Sainte-Marie. Cette œuvre est l’une des œuvres danoises du XVe siècle les plus remarquables. Elle aurait été financée par Pothorst lui-même, conduisant ainsi les historiens à supposer qu’il aurait été plutôt riche.
Plus tard, Pothorst est qualifié de corsaire puis, dans les chroniques de Skibby, il fait partie, tout comme Pining, des nombreux pirates qui « ont trouvé une mort misérable, soit tués par leurs amis, soit pendus au gibet, soit noyés dans les vagues de l’océan ».